# István Csukás
István Csukás (Kisújszállás, 2 de abril de 1936 – Budapest, 24 de febrero de 2020) fue un escritor húngaro, uno de los más destacados autores de literatura infantil y juvenil.

## Biografía
Nació en Kisújszállás, localidad del este de Hungría, el primogénito de un maestro herrero. Fue a la escuela primaria en su ciudad natal. Tras la guerra, estimulado por un profesor de música y por voluntad de su madre se inscribe en el recién construido conservatorio de música de Békéstarhos: quería ser violinista.
Aunque se sentía bien en el conservatorio, más tarde se rebeló contra la música: tras su graduación se inscribió primero en la facultad de Derecho, después se cambió a filología, pero tampoco acabó sus estudios. Para entonces empezaron a publicarse sus primeros versos; podía vivir de sus escritos y de su trabajo auxiliar literario. Se convierte en el director del Club de Artistas Jóvenes, y entre 1968 y 1971 trabaja para la Televisión Húngara. De 1978 a 1985 fue el redactor jefe de la Editorial Juvenil Ferenc Móra, y desde entonces trabaja como escritor por libre.
Animado por István Kormos, a mediados de los años sesenta se inclina hacia la literatura infantil y juvenil y, desde entonces, se fueron publicando sus novelas infantiles, libros de cuentos y cuentos en forma de verso junto a sus volúmenes de poesía. Se han publicado en Hungría y en el extranjero cerca de cien volúmenes. Ha creado figuras de cuento tan inmortales en sus cuarenta años de carrera literaria como, por ejemplo, Mirr-Murr, Pom-pom, o Süsü, el dragón. Los niños han conocido estas figuras principalmente a través de películas de marionetas y de dibujos animados. Muchas de sus novelas juveniles han sido llevadas además a la pantalla con gran éxito, en forma de series de televisión. En 1975, la película Sombrero de copa y nariz de payaso (Keménykalap és krumpliorr) recibió el gran premio del X Festival de Hollywood, así como el título de Mejor Película Infantil del Año.
Falleció a los ochenta y tres años el 24 de febrero de 2020 en Budapest.

## Obras
- Endre Ady en la literatura eslovaca (1961, Ady Endre a szlovák irodalomban)
- Un burrito gris (1967, Egy szürke kiscsacsi)
- Mirr-Murr, el gato (1969, Mirr-Murr, a kandúr)
- El circo Pintyőke, atracción mundial (1971, Pintyőke cirkusz, világszám!)
- Sombrero de copa, nariz de payaso (1973, Keménykalap és krumpliorr)
- Historia de un burrito (1975, Egy kiscsacsi története)
- Verano en la isla (1975, Nyár a szigeten)
- Vacaciones en la calle desierta (1976, Vakáció a halott utcában)
- Oriza-Triznyák (1977)
- La atalaya evocada (1997, A felidézett toronyszoba, poemas)
- Cómo atrapé a Tódor Mangoneante (1978, Hogyan fogtam el Settenkedő Tódort?)
- Petőfi en Eslovaquia (1979, Petőfi a szlovákoknál)
- Süsü, el dragón (1980, Süsü, a sárkány)
- Las nuevas aventuras de Süsü (1983, Süsü újabb kalandjai)
- Los cuentos de Pom-pom (1983, Pom-pom meséi)
- La nave del Planeta Nariz (1986, Űrhajó az Orrbolygóról)
- Ramita (1987, Ágacska, teatro)
- Gatos atolondrados (1987, Kelekótya kandúrok)
- Cómo me hice actor (1988, Hogyan lettem filmszínész?)
- A Tappancs le gustaría jugar (1990, Tappancs játszani szeretne)
- Aventuras en el país de las letras (1990, Kalandozás betűországban)
- Poetas en ayunas (1996, Költők éhkoppon, escritos)
- Versos reunidos (1996, Összegyűjtött versek)
- Cuentos del grillo de invierno (1997, A téli tücsök meséi)
- Mirr-Murr investiga en Budapest (1998, Mirr-Murr nyomoz Budapesten)
- El Gran Pe-pe-pe-pescador en invierno (1999, A Nagy Ho-ho-ho-horgász télen)
- Las nuevas aventuras del pequeño Süsü (2000, Süsüske újabb kalandjai)
- El gran libro de cuentos de István Csukás (2001, Csukás István nagy meséskönyve)
- El gato guardián de la casa (2002, A házőrző macska)
- Los payasos del espejo (2002, Tükörbohócok)
- El perro que escribía versos (2003, A versíró kutya)

## Premios
- Premio Attila József (1977, 1987)
- Premio Juvenil (1978, 1982)
- Premio literario del Fondo Artístico (1984)
- Premio Andersen (1985)
- Premio Libro del Año (1987)
- Premio Tibor Déry (1989, 1995)
- Premio de la Asociación Nacional de Sindicatos Húngaros (1990)
- Premio de la Asociación Nacional de Artistas Creadores Húngaros por el conjunto de su obra (1996)
- Premio Fundación Tekintet - Mirada (1997)
- Premio «Kossuth» (1999)
- Premio de la Herencia de Hungría (2016)[3]
- Artista Nacional (2017)[3]